# Sierra de Orce
Sierra de Orce är en ås i Spanien. Den ligger i den sydöstra delen av landet, 300 km söder om huvudstaden Madrid.